# Стефано Бенні
Стефано Бенні  (італ. Stefano Benni, нар. 12 серпня 1947, Болонья, Італія) — сучасний італійський письменник-фантаст, гуморист, журналіст, поет, сценарист та драматург.

## Біографія
Народився Стефано Бенні 12 серпня 1947 року в італійському місті Болонья. Почав свою літературну діяльність у 1976 р., опублікувавши збірку гумористичних оповідань «Спортивний бар» (італ. Bar Sport). Бенні є автором різних романів та антологій, серед яких «Спортивний бар» (італ. Bar Sport), «Еліанто» (італ. Elianto), «Земля!» (італ. Terra!), «Компанія знаменитих людей» (італ. La compagnia dei celestini), «Баол» (італ. Baol), «Комічні перелякані воїни» (італ. Comici spaventati guerrieri), «Сальтатемпо» (італ. Saltatempo), «Маргарита Дольчевіта» (італ. Margherita Dolcevita), «Спірити» (італ. Spiriti), «Бар під морем» (італ. Il bar sotto il mare) та «Хліб і шторм» (італ. Pane e tempesta).
Його книги перекладено більш ніж на 30 мов. Він співпрацював з тижневиками L'Espresso і Panorama, із сатиристичними виданнями Cuore і Tango, щомісячним Il Mago (де він починав і де публікував частину «Спортивний бар» (італ. Bar Sport)) та Linus, газетами La Repubblica та Il manifest. Кілька років він публікував неопубліковані історії, перекладені арабською мовою в журналі Al Doha.
У 1989 р. за сюжетом книги «Комічні перелякані воїни» (італ. Comici spaventati guerrieri) спільно з режисером Умберто Анджелуччі зняв кінострічку «Музика для старих тварин» (італ. Musica per vecchi animali), поставив багато спектаклів за участю класичних та джазових музикантів, сам в них грав.
З 1998 р. до 1999 р. керував видавничою серією «Кисень» (італ. Ossigeno).
Стефано Бенні — великий друг французького письменника Даніеля Пеннака. Саме Бенні переконав видавництво Feltrinelli перекласти перші книги Пеннака на італійську мову. Відтоді кожен з двох авторів використовується для презентації книг один одного, коли вони видаються у відповідних країнах. Робота «Дякую!» (італ. Grazie!) Пеннака присвячена Бенні.
29 вересня 2015 року він опублікував лист на своїй офіційній сторінці у Facebook, в якому пояснив свої причини відмови від нагороди Вітторіо де Сіка, яку щорічно присуджують високопоставленим італійським та іноземним діячам, що відзначилися в мистецтві (зазвичай офіційно вручає президент Італії або міністр) на знак протесту проти недбалого ставлення до культури та освіти, здійсненого урядом Ренці.
З 2018 року — художній керівник закладу Scuola e Accademia di Recitazione del Teatro Stabile di Roma.
Його романи та оповідання містять не лише побудову уявних світів та ситуацій, а також сильну сатиру італійського суспільства в останні десятиліття. Його стиль письма широко використовує гру слів, неологізми та пародії інших літературних стилів.
Є автором ряду скетчей для Беппе Грілло.

## Вибрані твори

### Романи
- «Земля!» (італ. Terra!), Мілан, Feltrinelli, 1983. ISBN 88-07-04003-4.
- «Страналандія, малюнки Пірро Куніберті» (італ. Stranalandia, disegni di Pirro Cuniberti), Мілан, Feltrinelli, 1984. ISBN 88-07-14083-7.
- «Комічні перелякані воїни» (італ. Comici spaventati guerrieri), Мілан, Feltrinelli, 1986. ISBN 88-07-01316-9.
- «Баол» (італ. Baol. Una tranquilla notte di regime), Мілан, Feltrinelli, 1990. ISBN 88-07-01409-2.
- «Компанія знаменитих людей» (італ. La compagnia dei celestini), Мілан, Feltrinelli, 1992. ISBN 88-07-01446-7.
- «Еліанто» (італ. Elianto), Мілан, Feltrinelli, 1996. ISBN 88-07-01495-5.
- «Спірити» (італ. Spiriti), Мілан, Feltrinelli, 2000. ISBN 88-07-01566-8.
- «Сальтатемпо» (італ. Saltatempo), Мілан, Feltrinelli, 2001. ISBN 88-07-01602-8.
- «Найшвидший Ахілл» (італ. Achille piè veloce), Мілан, Feltrinelli, 2003. ISBN 88-07-01640-0.
- «Маргарита Дольчевіта» (італ. Margherita Dolcevita), Мілан, Feltrinelli, 2005. ISBN 88-07-01677-X.
- «Хліб і шторм» (італ. Pane e tempesta), Мілан, Feltrinelli, 2009. ISBN 978-88-07-01791-9.
- «Слід ангела» (італ. La traccia dell'angelo), Палермо, Sellerio, 2011. ISBN 88-389-2576-3.
- «З усіх багатств» (італ. Di tutte le ricchezze), Мілан, Feltrinelli, 2012. ISBN 978-88-07-01910-4.
- «Чарівна пляшка»(італ. La bottiglia magica), Rizzoli Lizard, 2016
- «Пренділуна»(італ. Prendiluna), Мілан, Feltrinelli, 2017. ISBN 978-88-07-03240-0.

### Збірки оповідань
- «Спортивний бар» (італ. Bar Sport), Мілан, Mondadori, 1976; Feltrinelli, 1997. ISBN 88-07-81434-X.
- «Бар під морем» (італ. Il bar sotto il mare), Мілан, Feltrinelli, 1987. ISBN 88-07-01346-0.
- «Остання сльоза» (італ. L'ultima lacrima), Milano, Feltrinelli, 1994. ISBN 88-07-01479-3.
- «Пантера» (італ. Pantera), Мілан, Feltrinelli, 2014. ISBN 978-88-07-03073-4.
- «Шановні монстри» (італ. Cari mostri), Мілан o, Feltrinelli, 2015. ISBN 978-88-07-03137-3

## Фільмографія

### Сценарії
- «Топо Галілей» (італ. Topo Galileo) (1987)
- «Музика для старих тварин» (італ. Musica per vecchi animali) (1989)
- «Артуро здивувався перед занедбаним будинком на морі» (італ. Arturo perplesse di fronte alla casa abbandonata sul mare) (1991)
- «Збіги» (італ. Coincidenze) (2010)
- «15-й раз» (італ. The 15th Time) (2010)
- «Кривава Мері» (італ. Bloody Mary) (2011)
- «Спортивний бар» (італ. Bar Sport)(2011)

### Режисура
- «Музика для старих тварин» (італ. Musica per vecchi animali) (1989)